# Aleurodiscus wakefieldiae
Aleurodiscus wakefieldiae är en svampart som beskrevs av Boidin & Beller 1967. Aleurodiscus wakefieldiae ingår i släktet Aleurodiscus och familjen Stereaceae.   Inga underarter finns listade i Catalogue of Life.